# Saunasaari (ö i Birkaland, Tammerfors, lat 61,50, long 23,69)
Saunasaari är en ö i Finland. Den ligger i sjön Pyhäjärvi och i kommunen Tammerfors i den ekonomiska regionen Tammerfors och landskapet Birkaland, i den södra delen av landet, 160 km norr om huvudstaden Helsingfors. Öns area är 2,6 hektar och dess största längd är 300 meter i öst-västlig riktning.